# 日本産業廃棄物処理振興センター
公益財団法人日本産業廃棄物処理振興センター（にほんさんぎょうはいぎぶつしょりしんこうセンター、英文名称：Japan Industrial Waste Information Center、略称：JW）は、産業廃棄物の適正処理、循環型社会の形成に向けた取り組みを実施する公益法人。法人認可時は厚生省所管、省庁再編により環境省所管、現在は公益法人制度改革により内閣府所管。

## 概要
- 所在：東京都千代田区二番町3番地 麹町スクエアビル7階
- 理事長：関荘一郎（元環境事務次官）

## 事業
- 産業廃棄物処理業の許可講習会事業
- 産業廃棄物の電子マニフェストサービスの提供事業